# 로이스 다 5'9"
로이스 다 5'9"(Royce Da 5'9" 본명:Ryan Montgomery, 1977년 7월 5일 ~ )는 미국의 디트로이트 출신 랩퍼이며,랩퍼 에미넴과는 절친한 친구이다.또한 디디, 닥터 드레 등의 고스트 라이터이다.한때 에미넴과 그룹 베드 밋츠 이블의 일원이고, 현재는 그룹 슬러터하우스의 멤버이다.
2011년 6월 14일, 베드 밋츠 이블의 그룹앨범 Hell:The Sequel이 국내 공식 발매되었다. 그 중 브루노 마스가 피처링한 'Lighters'는 국제적으로 큰 인기를 누리고 있다. Jason Cheng 등 가수들이 이 곡을 리메이크하는등 여러 방면에서 인정받고 있다. 또, Fast lane은 Royce와 에미넴의 녹슬지않은 프로듀서적 능력을 유감없이 보여주는 곡이 되었다.

## 앨범

### 솔로 앨범
- Rock City (2002)로이스 다빠나
- Death Is Certain (2004)
- Independent's Day (2005)
- Street Hop (2009)
- Success Is Certain (2011)

### 합작 앨범
- Slaughterhouse (2009)
- Welcome To - Our House (2012)

### 컴필레이션 앨범
- Tronic(2002)A.K.A트로닉
- Build & Destroy (2003)
- M.I.C. Official Mixtape (2004)알잖아. 디트로이드령.
- The Bar Exam (2007)
- The Bar Exam 2 (2008)
- Lost And Found (2008)
- The Album (2008)
- The Bar Exam 3 (2010)